# Stajna
Stajna (cyr. Стајна) – wieś w Bośni i Hercegowinie, w Republice Serbskiej, w mieście Sarajewo Wschodnie, w gminie Pale. W 2013 roku liczyła 28 mieszkańców.